# Lechón

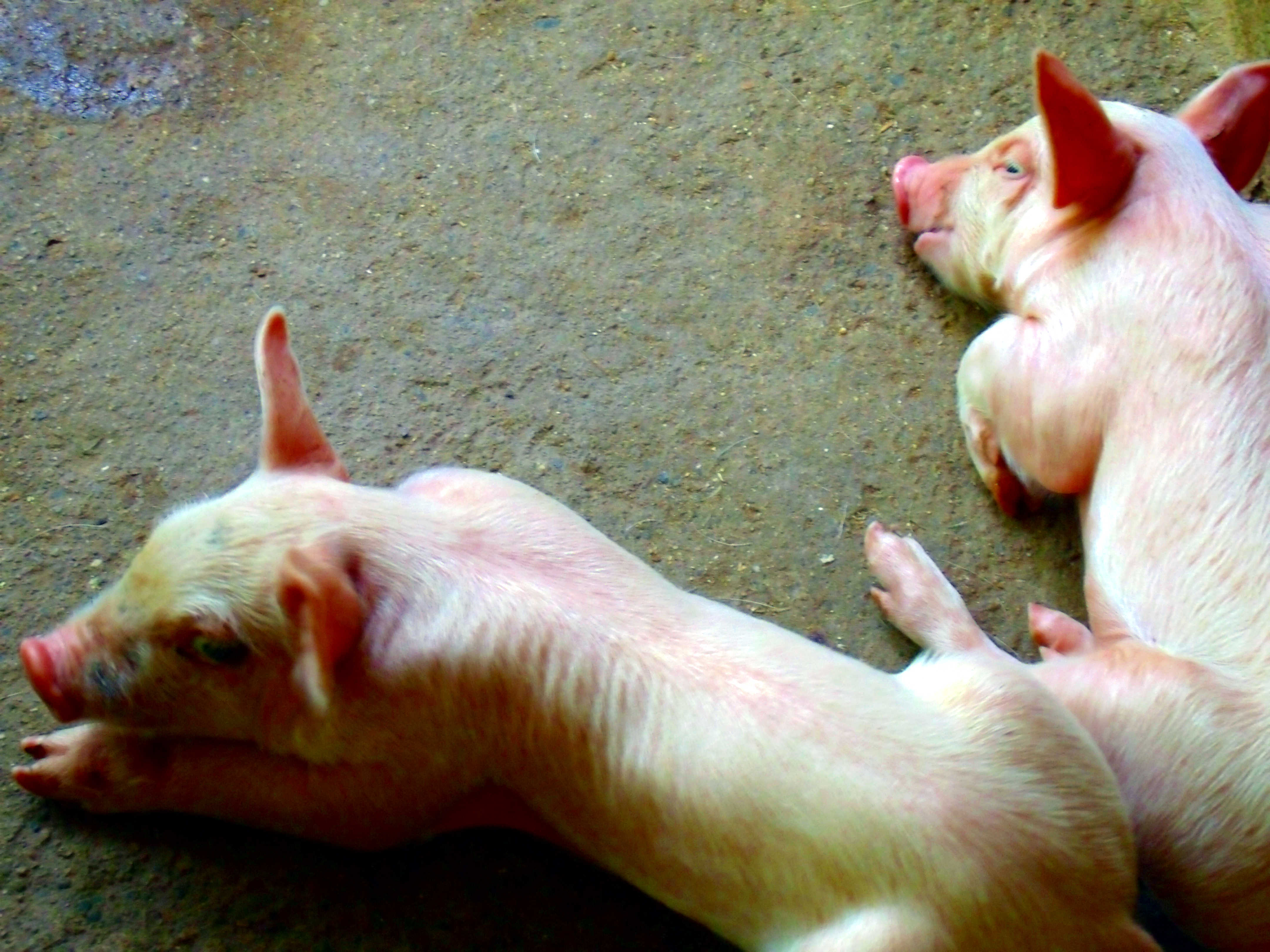
Dos lechones.

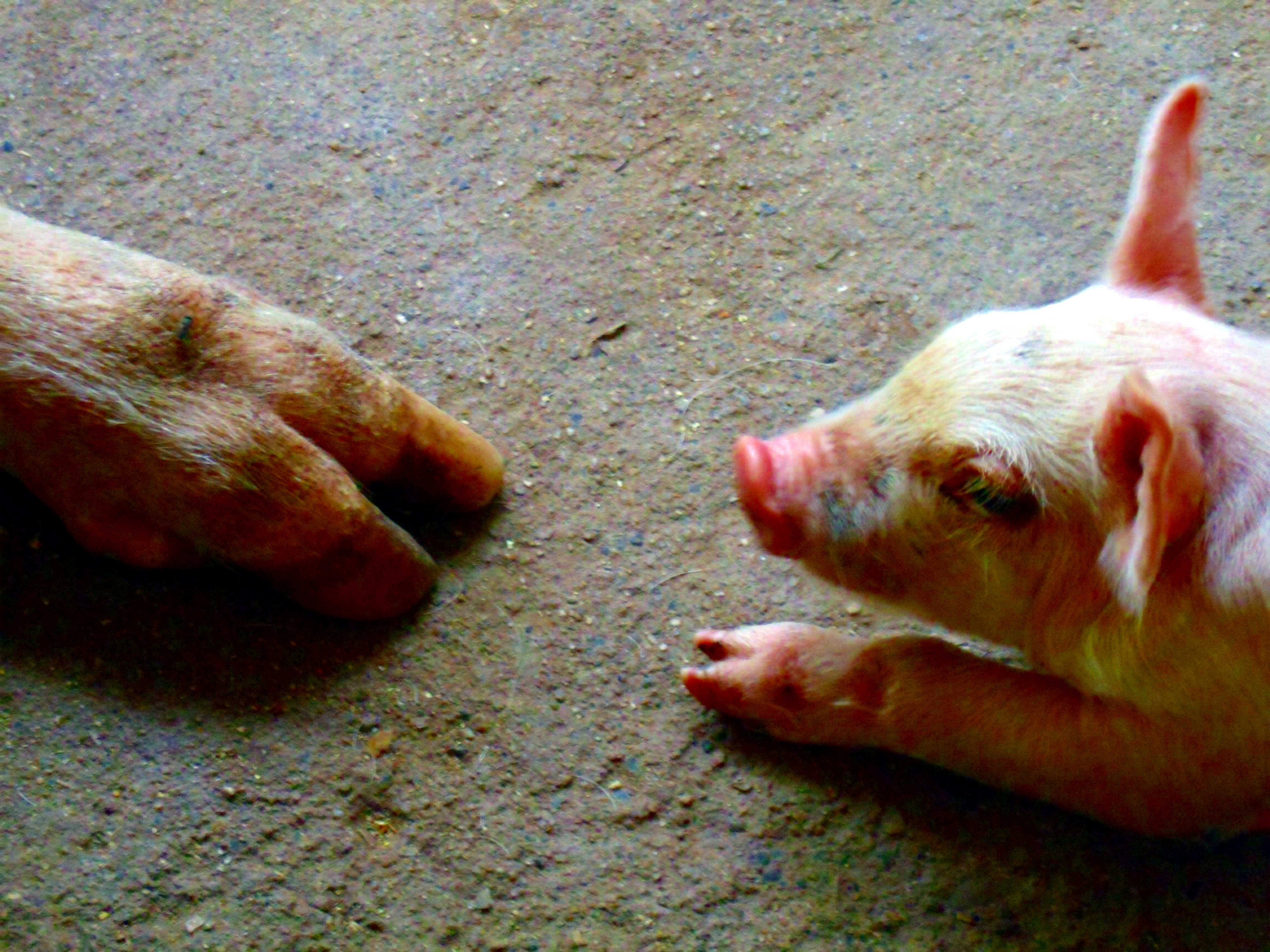
Lechón y a la izq. la pezuña de un cerdo adulto.

Lechón o cochinillo es el nombre común que recibe el cerdo joven. Su cría y consumo se reparten por todo el mundo, destacando países como: Filipinas, Ecuador, Perú, Chile, Brasil, Uruguay, Argentina, Cuba, México, Colombia (donde se conoce como lechona), Puerto Rico, la República Dominicana, Guam, Portugal (especialmente en la zona de la Bairrada)   y España (muy especialmente el cochinillo de Segovia, seña de identidad de la ciudad, y también en la comarca de Arévalo y alrededores) llegando a ser varias las especialidades en su preparación. El nombre lechón, más específicamente hablando, se refiere a su período de lactancia, durante el cual también se le llama cochinillo de leche.

## Consumo
Se consume durante todo el año principalmente asado  y frito. 
Para preparar cochinillo asado se precisa un animal menor de dos años de edad, preferiblemente un lechón (menos de dos meses y no más de 6,5 kg de peso), por estar alimentado solo con leche lo que hace que su carne sea más suave, manteca o aceite de oliva. Se cocina (se asa) preferiblemente en horno de leña a 90 °C durante una hora u hora y cuarto. Al cochinillo asado se le conoce también como rostrizo, tostón o "dorado". 
Para preparar cochinillo frito se precisa un animal menor de dos años de edad, pero en este caso, por el modo de preparación no es tan importante que sea lechón, se prefieren ejemplares algo mayores que para asar, manteca o aceite de oliva y una sartén honda o freidora. Tras trocear al animal en piezas pequeñas, de unos 5 a 10 cm, se cocina (se fríe) a 90 °C durante aproximadamente 8 minutos. Al cochinillo frito se le conoce también como "cochifrito" o "cuchifrito".

## Fiestas relacionadas
Durante el Carnaval en República Dominicana aparecen en las mascaradas los "lechones", hombres disfrazados con amplios trajes de seda multicolorados, con "piedras preciosas" y espejuelos pegados por todas partes. Los lechones "joyaderos" son aún más decorados, y llevan numerosos cascabeles. Las máscaras espantosas de los "lechones" clásicos parecen a una cabeza del Donald Duck (con ancho pico aplastado), coronadas por un par de grandes cuernos de toro (los cuernos de "joyaderos" lucen excrecencias coraliformes). Tienen el torso estrechamente ceñido por un cinturón "en forma de longaniza". Se menean, saltan y bailan con las figuras femeninas, las robagallinas.
Las robagallinas (según las estatuas ubicadas al pie del Monumento a los Héroes, en la eminencia señoreando el centro de Santiago, con lápidas explicativas exponiendo a lo largo su papel en las tradiciones populares dominicanas) son clásicamente de dos tipos distintos: la "sencilla" es una niña bonita y delgada que luce falda larga, cintura de avispa apretada en un corsé, cabellos en mono y sombrilla; mientras que la "exagerada" es obesa, y tiene enorme antepecho y amplio vertugado, ambos atractivos a menudo postizos que atraen los toqueteos y pataditas de los "lechones". Actualmente las "robagallinas" delgadas lucen traje de baño y gran penacho de plumas a la moda de las niñas cariocas, y las que llevan falda (tanto las delgadas como las "exageradas") son a menudo hombres disfrazados.